# Gynotroches axillaris
Gynotroches axillaris är en tvåhjärtbladig växtart som beskrevs av Carl Ludwig von Blume. Gynotroches axillaris ingår i släktet Gynotroches, och familjen Rhizophoraceae. Inga underarter finns listade i Catalogue of Life.